# Jerzy Trefoń
Jerzy Trefoń (ur. 25 kwietnia 1952 w Bytomiu) – polski piłkarz grający na pozycji obrońcy.

## Kariera piłkarska
Jerzy Trefoń karierę piłkarską rozpoczął w Polonii Bytom, w barwach której 31 lipca 1974 roku w bezbramkowo zremisowanym meczu wyjazdowym z Lechem Poznań zadebiutował w ekstraklasie. 6 kwietnia 1975 roku w zremisowanym 1:1 meczu u siebie z Wisłą Kraków, w 20. minucie zdobył głową gola na 1:0, który był zarazem jedynym golem Trefonia w ekstraklasie. W sezonie 1975/1976 klub zajmując ostatnie – 16. miejsce, spadł z ekstraklasy, jednak w sezonie 1976/1977 wrócił do niej, po wygranej Grupy Południowej, a także awansował do finału Pucharu Polski, w którym nie grał, a jego klub 21 lipca 1977 roku na Stadionie Śląskim w Chorzowie przegrał 1:0 z Zagłębiem Sosnowiec. Z klubu odszedł po sezonie 1977/1978. Łącznie w ekstraklasie rozegrał 57 meczów, w których zdobył 1 gola.
Następnie w latach 1978–1982 reprezentował barwy ROW Rybnik, w którym po rozegraniu 53 meczów ligowych zakończył piłkarską karierę.

## Sukcesy
Polonia Bytom
- Awans do ekstraklasy: 1977
- Finał Pucharu Polski: 1977